# جغرافیای آنتیگوآ و باربودا

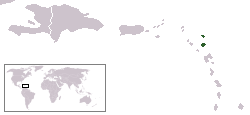
موقعیت آنتیگوا و باربودا در میان جزایر کارائیب.

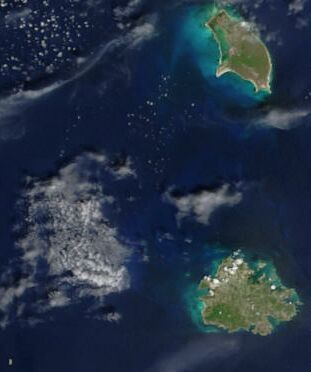
تصویر ماهواره ای آنتیگوا و باربودا.

کشور جزیره‌ای آنتیگوآ و باربودا در قوس شرقی جزایر بادپناه آنتیل کوچک قرار دارد که اقیانوس اطلس را از دریای کارائیب جدا می‌کند. جزیره آنتیگوآ در فاصله ۶۵۰ کیلومتری جنوب شرقی پورتوریکو واقع شده‌است. باربودا در ۴۸ کیلومتری شمال آنتیگوآ قرار دارد و جزیره خالی از سکنه ردوندا نیز در ۵۶ کیلومتری جنوب غربی آنتیگوا جای گرفته‌است.
بزرگترین جزیرهٔ آنتیگوا ۲۱ کیلومتر عرض ۲۸۱ کیلومتر مساحت دارد. مساحت باربودا ۱۶۱ کیلومتر مربع و مساحت ردوندا شامل ۲٫۶ کیلومتر مربع (۱٫۰ مایل مربع) است. پایتخت کشور آنتیگوا و باربودا سنت جانز است که در بندر سنت جان در ساحل شمال غربی آنتیگوا واقع شده‌است. شهر اصلی باربودا کادرینگتون است که در تالاب کادرینگتون واقع شده‌است.

## زمین‌شناسی
آنتیگوا و باربودا هر دو به‌طور کلی جزایر کم‌ارتفاعی هستند که زمین آنها بیش از فعالیت‌های آتشفشانی تحت تأثیر سازندهای آهکی قرار گرفته‌است. بلندترین نقطه آنتیگوا قله باگی (قله اوباما) با بلندای ۴۰۲ متر است. این قله بازمانده یک دهانه آتشفشانی است این کوه در میان برآمدگی تپه‌های آتشفشانی در قسمت جنوب غربی جزیره واقع شده‌است. لیک استیت سومین نقطه بلند ثبت شده در آنتیگوا است.
سازندهای آهکی در شمال شرق و شمال غرب توسط یک دشت مرکزی از سازندهای رسی از ناحیه آتشفشانی جنوب غربی جدا می‌شوند.نقشه شمال شرقی آنتیگوا دارای چندین جزیره کوچک و بسیار کوچک است که برخی از آنها مسکونی هستند. . خطوط ساحلی هر دو جزیره تا حد زیادی با سواحل، تالاب‌ها و بنادر طبیعی پس و پیش رفتگی دارند. این جزایر توسط صخره‌ها تپه‌های شنی زیرآبی احاطه شده‌اند. بارندگی در جزایر اندک است و بنابر این رود و نهر کمی در آن‌ها دیده می‌شود. هر دو جزیره فاقد مقادیر کافی آب زیرزمینی شیرین هستند. جزیره کوچک ردوندا تا ارتفاع ۲۴۶ متری بالا می‌رود و زمین هموار بسیار کمی دارد، در حالی که باربودا بسیار هموار است و تپه‌های کمی دارد.

## آب و هوا
آب و هوای این جزایر به عنوان دریایی گرمسیری طبقه‌بندی می‌شود و توسط بادهای بسامان نسبتاً ثابت شمال شرقی، با سرعت‌های بین ۳۰ و ۴۸ کیلومتر بر ساعت (۱۹ و ۳۰ مایل بر ساعت) تعدیل می‌شود. . به دلیل ارتفاع کم جزایر، بارندگی کم است. آب و هوای مطبوع باعث رشد گردشگری شده‌است.
میانگین بارندگی ۹۹۰ میلیمتر (۳۹ اینچ) در سال است، با مقدار بسیار متفاوت از فصل به فصل. به‌طور کلی مرطوب‌ترین دوره بین سپتامبر و نوامبر است. این جزایر به‌طور کلی رطوبت کم و خشکسالی‌های مکرر را تجربه می‌کنند.
طوفان‌ها به‌طور متوسط سالی یک بار بین ژوئیه و اکتبر رخ می‌دهند. میانگین دما ۲۷ درجه سلسیوس (۸۰٫۶ درجه فارنهایت) با دامنه ۲۳ درجه سلسیوس (۷۳٫۴ درجه فارنهایت) در زمستان تا ۳۰ درجه سلسیوس (۸۶ درجه فارنهایت) در تابستان و پاییز است. خنک‌ترین دوره بین دسامبر و فوریه است. رطوبت کم، این جزایر به یکی از معتدل‌ترین اقلیم‌های جهان تبدیل کرده‌است.

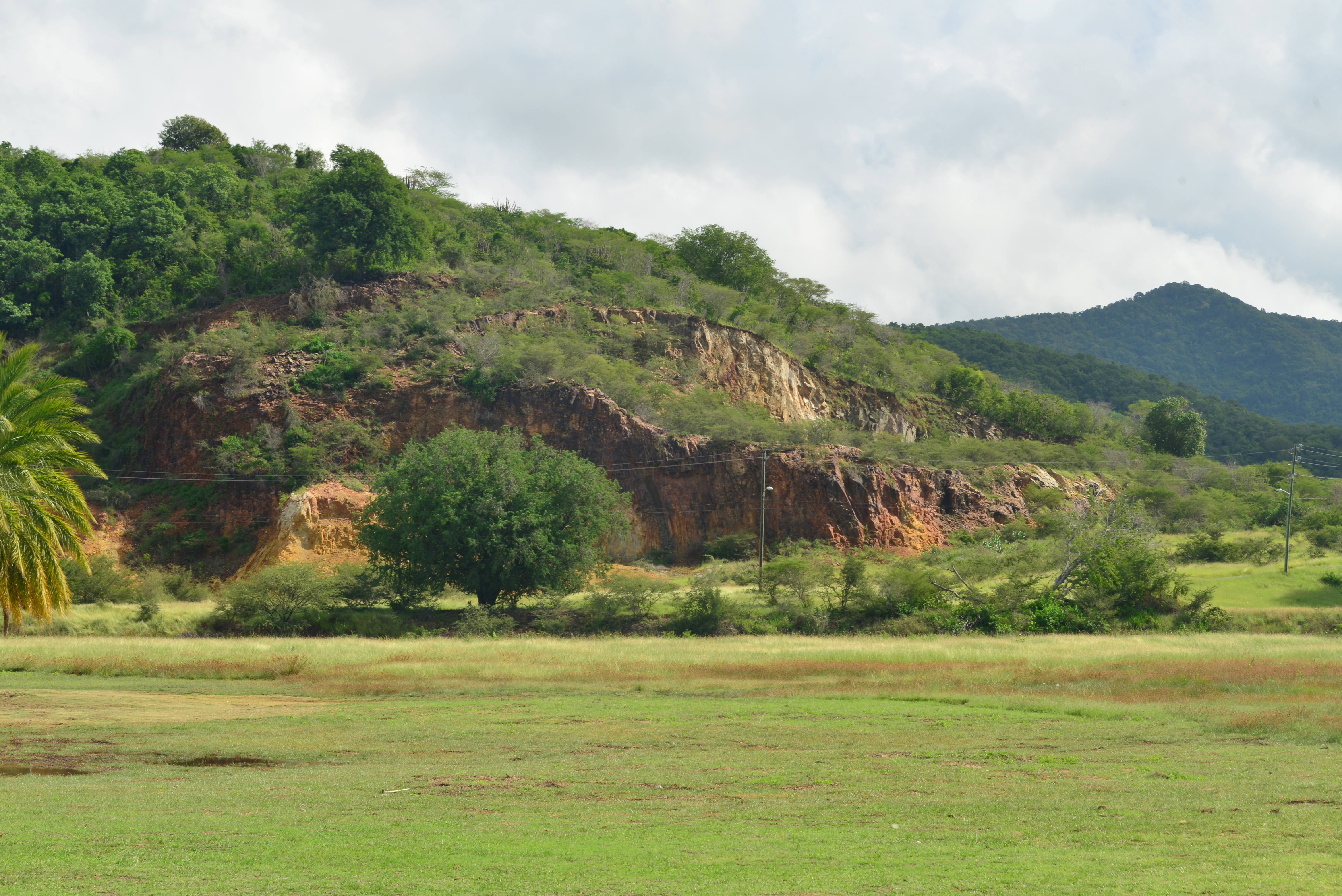
رخنمون در جاده دره در آنتیگوا و باربودا

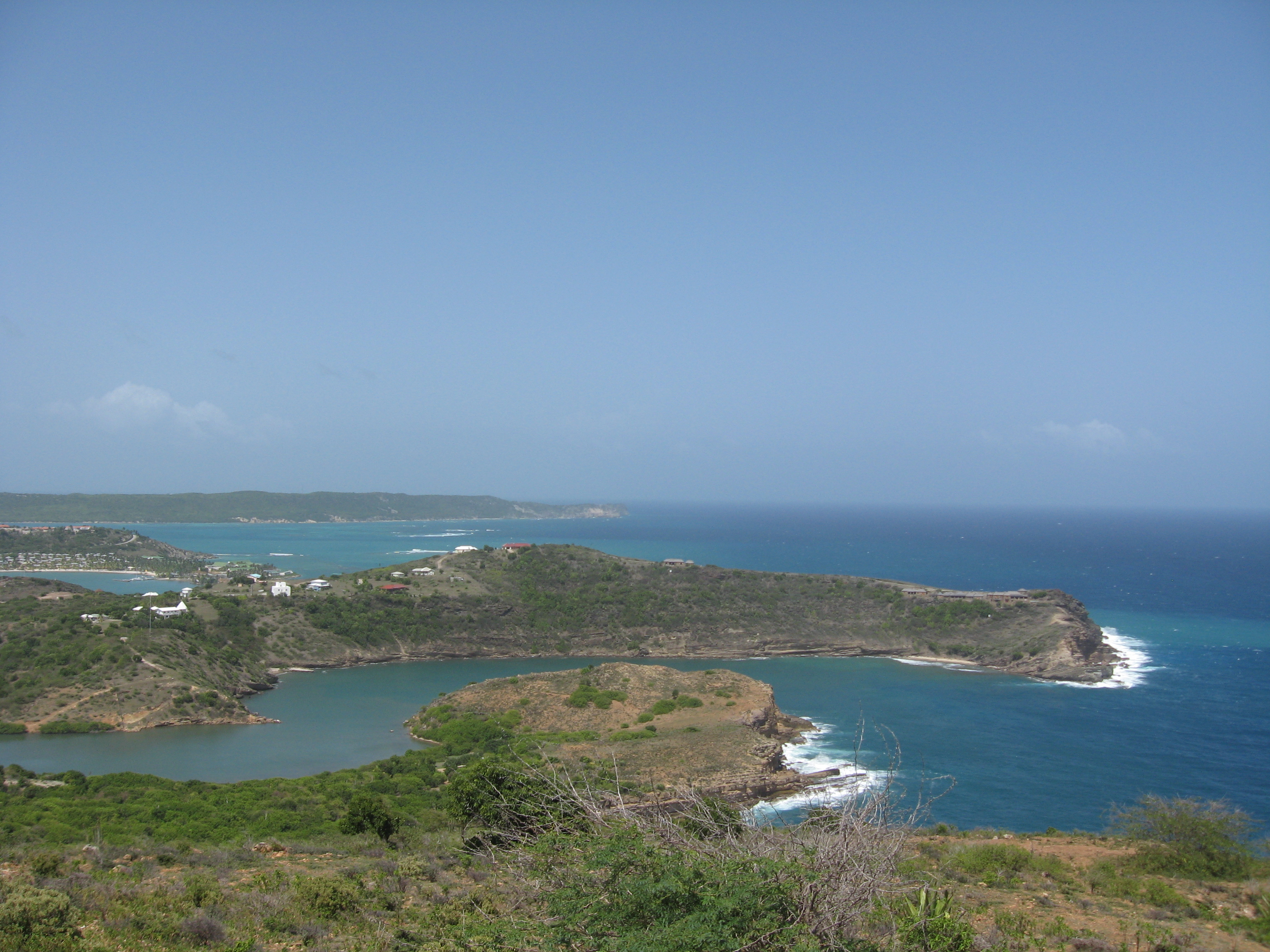
ساحل جنوبی آنتیگوا

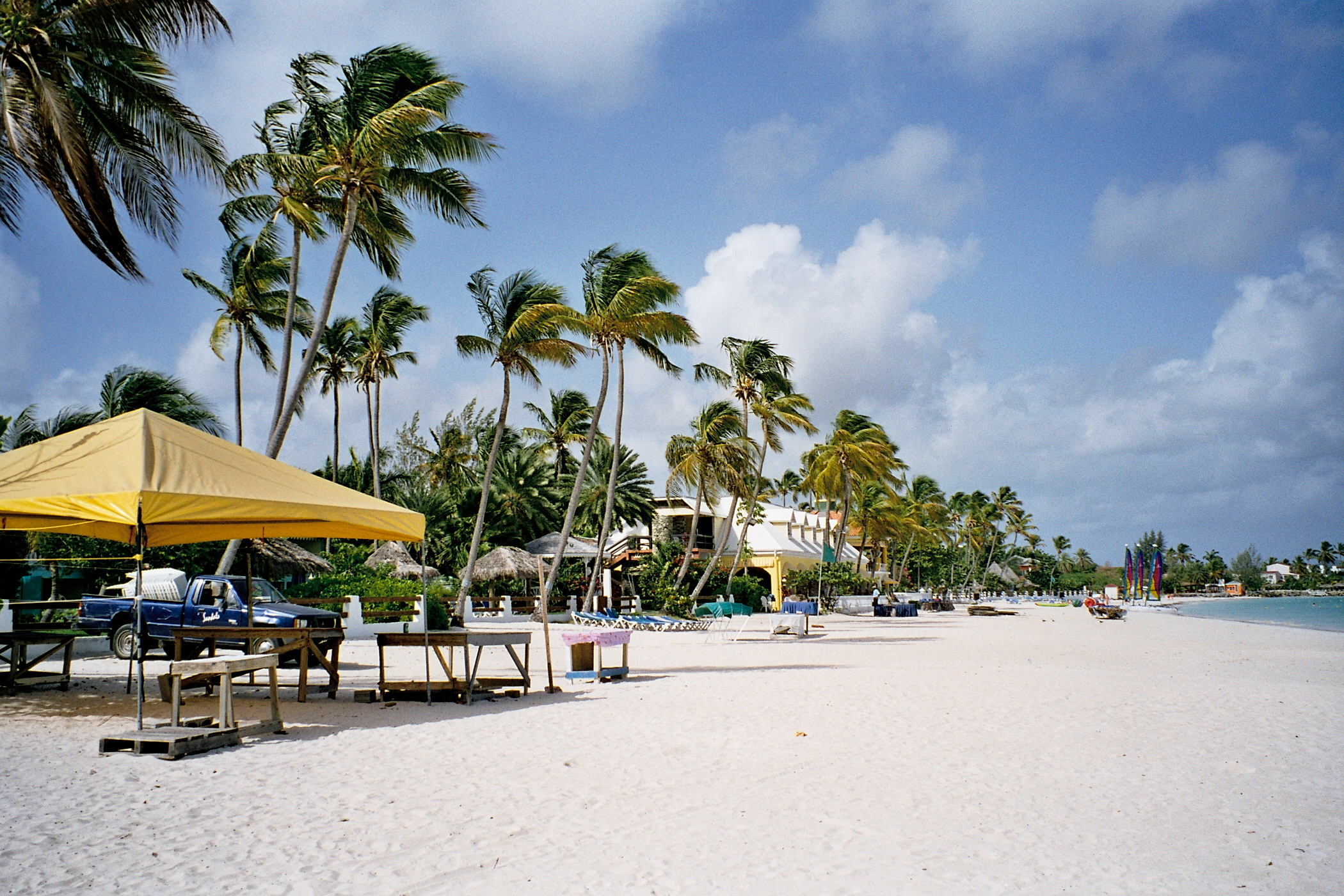
نمایی از ساحل آنتیگوا

## محیط زیست

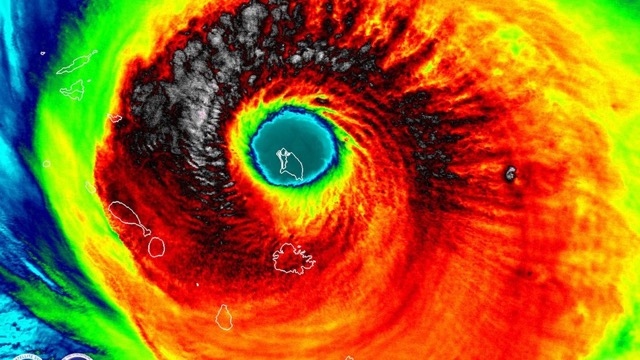
نقشه ماهواره ای جغرافیای آنتیگوآ و باربودا

مهمترین مسئله زیست‌محیطی محدودیت منابع آب شیرین طبیعی است که با پاکسازی درختان برای افزایش تولید محصول تشدید می‌شود و باعث می‌شود آب بارش‌ها به سرعت بر روی زمین جاری شود. کمی از پوشش گیاهی طبیعی آنتیگوآ باقی مانده‌است، زیرا این جزیره قبلاً برای کاشت شکر پاکسازی شده بود. آنتیگوآ برخلاف جزایر دیگر در گروه جزایر بادپناه، جنگل کمی دارد. انبه، گواوا، نارگیل و موز در جنوب غرب جزیره رشد می‌کنند (جنگل ۲۰ درصد از مساحت زمین را پوشش می‌دهد). باربودا در شمال شرق خود به خوبی جنگلی و پناهگاهی برای حیات وحش است.

## سیمای کشور
محل

آنتیگوا و باربودا جزایری در دریای کارائیب بین دریای کارائیب و اقیانوس اطلس شمالی، شرق-جنوب شرقی پورتوریکو هستند.
مختصات جغرافیایی

مساحت
- مجموع: ۴۴۲٫۶ کیلومتر مربع (۱۷۰٫۹ مایل مربع) (آنتیگوا ۲۸۰ کیلومتر مربع (۱۱۰ مایل مربع)؛ باربودا ۱۶۱ کیلومتر مربع (۶۲ مایل مربع))
- مقایسه کشور با جهان: ۲۰۵
- زمین: ۴۴۲٫۶ کیلومتر مربع (۱۷۰٫۹ مایل مربع)
- توجه: شامل ردوندا ۱٫۶ کیلومتر مربع (۰٫۶۲ مایل مربع):

ادعاهای دریایی
- دریای سرزمینی: ۱۲ مایل دریایی (۲۲٫۲ کیلومتر؛ ۱۳٫۸ مایل)
- منطقه پیوسته: ۲۴ مایل دریایی (۴۴٫۴ کیلومتر؛ ۲۷٫۶ مایل)
- منطقه انحصاری اقتصادی: ۱۱۰٬۰۸۹ کیلومتر مربع (۴۲٬۵۰۶ مایل مربع) و ۲۰۰ مایل دریایی (۳۷۰٫۴ کیلومتر؛ ۲۳۰٫۲ مایل)
- فلات قاره: ۲۰۰ مایل دریایی (۳۷۰٫۴ کیلومتر؛ ۲۳۰٫۲ مایل) یا تا لبه حاشیه قاره

زمین
عمدتاً جزایر مرجانی و آهکی کم ارتفاع، با برخی مناطق آتشفشانی بالاتر
کاربری زمین
- زمین زراعی: ۲۰٫۵٪
- محصولات دائمی: ۲٫۳٪
- مرتع دائمی: ۹٫۱٪
- جنگل: ۲۲٫۳٪
- سایر موارد: ۵۷٫۲٪ (۲۰۱۱)

زمین آبی
۱٫۳ کیلومتر مربع (۰٫۵۰ مایل مربع) (2012)
کل منابع آب تجدیدپذیر
۰٫۰۵ کیلومتر مکعب (۰٫۰۱۲ مایل مکعب) (2011)
برداشت آب شیرین (خانگی/صنعتی/کشاورزی)
- مجموع: ۰٫۰۱ کیلومتر مکعب (۰٫۰۰۲۴ مایل مکعب) /سال (۶۳٪/۲۱٪/۱۵٪)
- سرانه: ۹۷٫۶۷ متر مکعب (۱۲۸ یارد مکعب) /yr (2005)

محیط زیست - مسائل جاری
مدیریت آب که به دلیل محدودیت منابع آب شیرین طبیعی یک نگرانی عمده است، با پاکسازی درختان برای افزایش تولید محصولات زراعی بیشتر مختل می‌شود و باعث می‌شود بارندگی‌ها به سرعت جاری شوند.
محیط
قراردادهای بین‌المللی
- طرف: تنوع زیستی، تغییر آب و هوا، تغییر آب و هوا- پروتکل کیوتو، بیابان زایی، گونه‌های در معرض خطر، اصلاح محیط زیست، زباله‌های خطرناک، قانون دریا، تخلیه دریایی، ممنوعیت آزمایش هسته ای، حفاظت از لایه ازون، آلودگی کشتی، تالاب‌ها، صید نهنگ

جغرافیا - یادداشت
آنتیگوا دارای یک خط ساحلی عمیق با بندرها و سواحل طبیعی است. جنوبی‌ترین نقطه آنتیگوا کیپ شرلی است.
باربودا دارای یک بندر بزرگ غربی است.